# 岐阜医疗科学大学
岐阜医疗科学大学（ぎふいりょうかがくだいがく、Gifu University of Medical Science），是一所位于日本岐阜縣关市的私立大学。前身是岐阜医疗技术短期大学。

## 學院簡介

### 學士班（學部）
- 保健科學院
  - 卫生技术学科
  - 诊疗放射线技术学科
  - 护理学科

### 專科學校（專科）
- 助产学专攻

### 碩士班（大學院）
- 保健医疗學研究科

## 沿革
- 1973年 国际医學綜合技术學院成立。
- 1983年 岐阜医疗技术短期大学成立并同时设置两个学科、以下列举。
  - 卫生技术学科
  - 诊疗放射线技术学科
- 1991年 护理学科成立。
- 1999年 两个专攻成立于专科、以下列举。
  - 地区护理学专攻
  - 助产学专攻
- 2005年 本科招生最后（但专科招生到于2007年）、次年停止招生（正式停办于2009年8月26日）。
- 2006年 岐阜医疗科学大学成立。
- 2016年 保健医疗學研究科（碩士班）成立。[1]

## 系列校
- 中日本自动车短期大学
- 中日本空航专门学校